# Ronde van Lombardije 2020
De 114e editie van de wielerwedstrijd Ronde van Lombardije werd verreden op 15 augustus 2020. Het parcours telde 231 kilometers. Vanwege de Corona epidemie was de kalender aangepast en was de wedstrijd naar voren gehaald. 
De ronde maakte onderdeel uit van de UCI World Tour. Titelverdediger was Bauke Mollema; hij werd opgevolgd door de Deen Jakob Fuglsang. Remco Evenepoel kwam zwaar ten val in de afdaling van de Muro di Sormano.

## Deelnemende ploegen
Deze wedstrijd was onderdeel van de UCI World Tour. Naast de World Tour ploegen deden er nog zes Pro-Continentale ploegen mee.

## Uitslag
| Ronde van Lombardije 2020 |                       |                        |          |
| Plaats                    | Naam                  | Ploeg                  | tijd     |
| Winnaar                   | Jakob Fuglsang        | Astana Pro Team        | 5u32'54" |
| 2                         | George Bennett        | Team Jumbo-Visma       | + 31"    |
| 3                         | Aleksandr Vlasov      | Astana Pro Team        | + 51"    |
| 4                         | Bauke Mollema         | Trek-Segafredo         | + 1'19"  |
| 5                         | Giulio Ciccone        | Trek-Segafredo         | + 1'40"  |
| 6                         | Vincenzo Nibali       | Trek-Segafredo         | + 3'31"  |
| 7                         | Maximilian Schachmann | BORA-hansgrohe         | + 4'31"  |
| 8                         | Diego Ulissi          | UAE Team Emirates      | + 5'20"  |
| 9                         | Ben Hermans           | Israel Start-Up Nation | + 6'00"  |
| 10                        | Mathieu van der Poel  | Alpecin-Fenix          | + 6'28"  |
| 11                        | Alessandro De Marchi  | CCC Team               | + 6'51"  |
| 12                        | Antwan Tolhoek        | Team Jumbo-Visma       | + 8'15"  |
| 13                        | Richard Carapaz       | Team INEOS             | z.t.     |
| 14                        | Simon Clarke          | EF Education First     | + 10'05" |
| 15                        | Jesús Herrada         | Cofidis                | + 10'09" |
| 16                        | Dario Cataldo         | Movistar Team          | + 10'18  |
| 17                        | Ruben Guerreiro       | EF Education First     | + 10'25" |
| 18                        | Lorenzo Rota          | Vini Zabù-KTM          | z.t.     |
| 19                        | Wilco Kelderman       | Team Sunweb            | z.t.     |
| 20                        | Simon Geschke         | CCC Team               | z.t.     |

1905 · 1906 · 1907 · 1908 · 1909 · 1910 · 1911 · 1912 · 1913 · 1914 · 1915 · 1916 · 1917 · 1918 · 1919 · 1920 · 1921 · 1922 · 1923 · 1924 · 1925 · 1926 · 1927 · 1928 · 1929 · 1930 · 1931 · 1932 · 1933 · 1934 · 1935 · 1936 · 1937 · 1938 · 1939 · 1940 · 1941 · 1942 · 1943 · 1944 · 1945 · 1946 · 1947 · 1948 · 1949 · 1950 · 1951 · 1952 · 1953 · 1954 · 1955 · 1956 · 1957 · 1958 · 1959 · 1960 · 1961 · 1962 · 1963 · 1964 · 1965 · 1966 · 1967 · 1968 · 1969 · 1970 · 1971 · 1972 · 1973 · 1974 · 1975 · 1976 · 1977 · 1978 · 1979 · 1980 · 1981 · 1982 · 1983 · 1984 · 1985 · 1986 · 1987 · 1988 · 1989 · 1990 · 1991 · 1992 · 1993 · 1994 · 1995 · 1996 · 1997 · 1998 · 1999 · 2000 · 2001 · 2002 · 2003 · 2004 · 2005 · 2006 · 2007 · 2008 · 2009 · 2010 · 2011 · 2012 · 2013 · 2014 · 2015 · 2016 · 2017 · 2018 · 2019 · 2020 · 2021 · 2022 · 2023 · 2024 · 2025
Tour Down Under ·
Great Ocean Road Race ·
Ronde van de Verenigde Arabische Emiraten ·
Omloop Het Nieuwsblad ·
Parijs-Nice · 
Strade Bianche ·
Ronde van Polen ·
Milaan-San Remo ·
Ronde van Lombardije ·
Critérium du Dauphiné ·
Bretagne Classic ·
Ronde van Frankrijk ·
Tirreno-Adriatico · 
BinckBank Tour ·
Waalse Pijl ·
Ronde van Italië ·
Luik-Bastenaken-Luik ·
Gent-Wevelgem ·
Ronde van Vlaanderen ·
Ronde van Spanje ·
Driedaagse Brugge-De Panne

afgelaste wedstrijden: Parijs-Roubaix ·
Ronde van Guangxi ·
Ronde van Catalonië ·
E3 BinckBank Classic ·
Dwars door Vlaanderen ·
Ronde van het Baskenland ·
Eschborn-Frankfurt ·
Ronde van Romandië ·
Ronde van Zwitserland ·
Clásica San Sebastián ·
RideLondon Classic ·
EuroEyes Cyclassics ·
GP Quebec ·
GP Montreal ·
Amstel Gold Race